# Midway (Seminole County, Florida)
Midway is een plaats ("census-designated place") in Seminole County in de Amerikaanse staat Florida. Midway heeft 1714 inwoners (volkstelling 2000).

## Geografie
Midway ligt tussen de steden Tallahassee en Quincy, in Seminole County. De stad ligt op 1165 km van Washington D.C., en op 17,7 km van de hoofdstad van Florida, Tallahassee. Het gebied beslaat 3.6 km² landoppervlakte.
Midway ligt op een reeks glooiende heuvels, een landschap dat je niet veel tegenkomt in Florida.
- Dichtstbijzijnde stad met meer dan 50.000 inwoners: Tallahassee, Florida.
- Dichtstbijzijnde stad met meer dan 200.000 inwoners:  Montgomery, Alabama.
- Dichtstbijzijnde stad met meer dan een miljoen inwoners: Houston, Texas.

## Klimaat
Het klimaat in het gebied is mild en vochtig. Dat in tegenstelling tot het grootste deel van Florida: daar heerst het hele jaar een subtropisch klimaat. Het weer in Midway is gematigd.

## Bevolkingsopbouw
In 2000 woonden er 1714 mensen in Midway. Daarvan is 45,6% man. De mediaan van de leeftijd van de inwoners is 34 jaar. Het mediane inkomen van een huishouden is $25.406.
93,58% van de inwoners is zwart, 3,85% is blank en 1,11% is Hispanic.
Burgerlijke staat van de bevolking boven de 15 jaar
- 37.0% Niet getrouwd
- 38.7% Getrouwd
- 11.8% Scheiding (officieel)
- 4.7% Scheiding (niet officieel)
- 7.8% Weduwe/weduwnaar

Werk 9.0% is werkloos, en de gemiddelde tijd dat een inwoner van Midway erover doet om naar zijn werk te gaan is 27 minuten. De meeste inwoners werken in de sectoren educatie, gezondheidszorg en sociale dienstverlening: 28.7%.
Criminaliteit Er is weinig criminaliteit in Midway; in 2001 werden er geen moorden, verkrachtingen, diefstallen of andere ernstige misdrijven gepleegd.

## Voorzieningen
Het dichtstbijzijnde ziekenhuis (Gadsden Community Center) ligt in Quincy, op een afstand van ongeveer 18 km. Het dichtstbijzijnde vliegveld (Tallahassee Commercial) ligt op 12.8 km afstand. Er is één school in Midway: Midway Magnet Center, met zo’n 60 leerlingen. Er zijn tevens vele golfclubs te vinden.

## Midway vergeleken
De stad in vergelijking met de gemiddelde statistieken van Florida
- Percentage zwarte bevolking ver boven staatsgemiddelde
- Percentage hispanic bevolking ver onder staatsgemiddelde
- Gemiddelde percentage inwoners uit het buitenland ver onder staatsgemiddelde
- Bevolkingsdichtheid onder staatsgemiddelde

## Plaatsen in de nabije omgeving
De onderstaande figuur toont nabijgelegen plaatsen in een straal van 16 km rond Midway.